# Kreuzschwinger

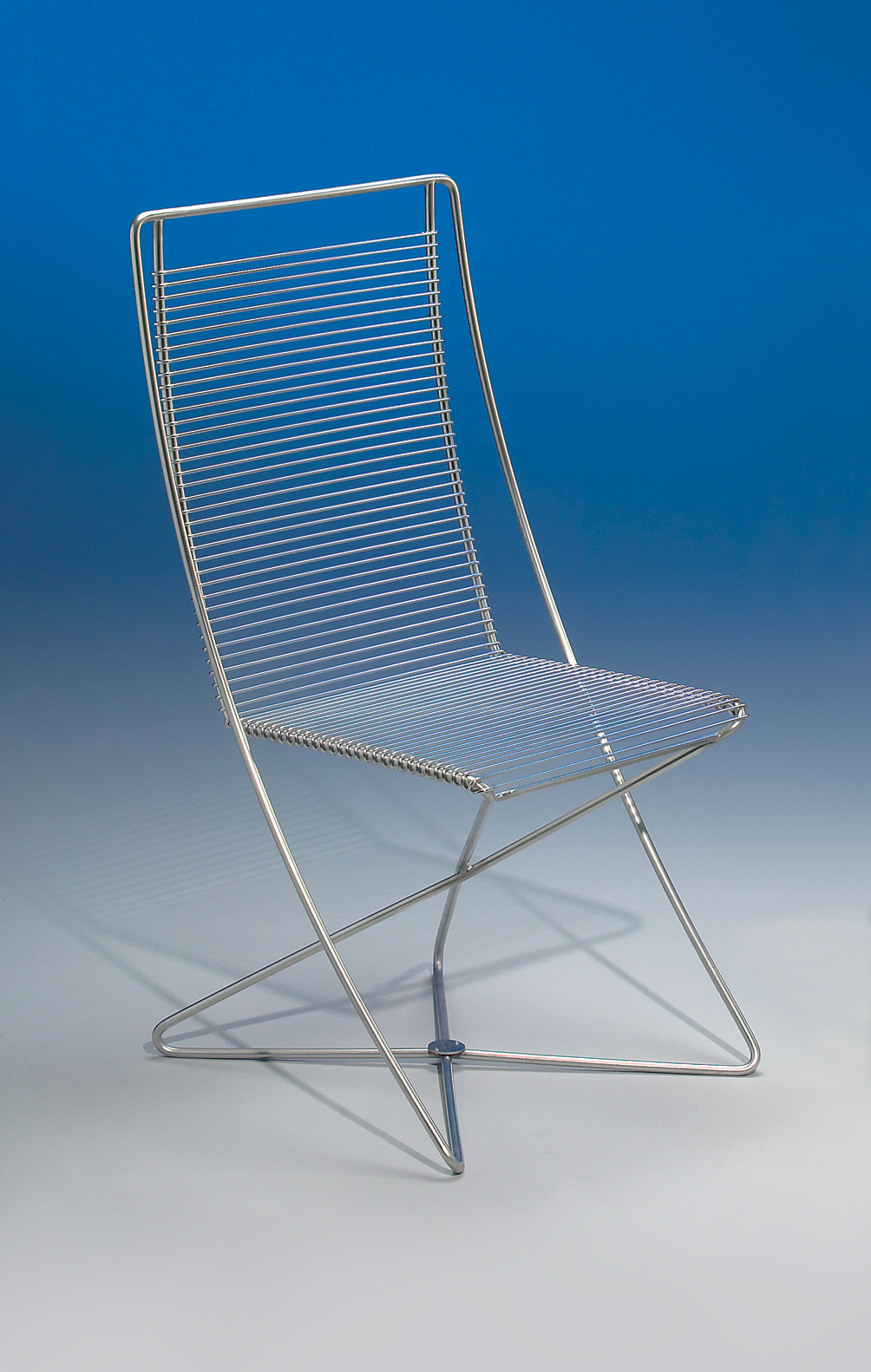
Kreuzschwinger (2. Generation)

Der Kreuzschwinger ist ein Sitzmöbel und zählt zu den Design-Klassikern. Entwickelt wurde er in den 1950er Jahren von Till Behrens. Der Stuhl wurde in den nachfolgenden Jahren weiterentwickelt und eine umfangreiche Möbelreihe konzipiert. So kam im Jahr 2004 eine neue Generation mit abgeänderten Konzeptionsmerkmalen auf den Markt. Bis 2017 wurden die Kreuzschwinger in Lizenz durch die Till Behrens Systeme GmbH hergestellt. Die Produktion wurde 2017 mit Eröffnung des Insolvenzverfahrens über das Vermögen der Till Behrens Systeme GmbH eingestellt.

## Funktion
Kreuzschwinger sind Sitz- und Liegemöbel, deren Sitzflächen samt Rückenlehnen nach vorne und hinten schwingen können und sich laufend jeder Haltungsänderung automatisch selbst anpassen. Entsprechend der Lastverlagerung senken sich die Sitzflächen vorne oder hinten ab und nehmen die Rückenlehnen dabei mit.
Funktionell, konstruktiv und von ihrem Erscheinungsbild her gehören Kreuzschwinger nicht zur Familie der Freischwinger. Kreuzschwinger schwingen nicht nur dem Namen nach, sondern tatsächlich ohne Mechanik gleichmäßig nach vorne und hinten. Freischwinger können trotz ihres Namens nicht schwingen, sondern nur nach hinten wippen, da sie einseitig, meist vorne, starr sind.

## Dynamisches Sitzen
Mit den Kreuzschwingern gelang es, das von Orthopäden geforderte dynamische Sitzen ohne Mechanik zu realisieren. „Der Kreuzschwinger ist medizinisch / ergonomisch auf den Menschen hin entwickelt. Er passt sich der Sitzhaltung an und garantiert Sicherheit mit dem Mittelkreuz. Der Kreuzschwinger zwingt keine statische, sondern eine dynamische Sitzhaltung einzunehmen“, so der Orthopäde und ehemalige ärztliche Betreuer der deutschen Fußballnationalmannschaft Hanns Schoberth.

## Gestaltung
Kreuzschwinger wurden als „Ikone neuzeitlichen Sitzens“ (Lentos Kunstmuseum Linz) vielfach mit nationalen und internationalen Designpreisen ausgezeichnet und in zahlreiche nationale und internationale Museen und Galerien aufgenommen.
Es gibt zwei Kreuzschwinger-Generationen. Die erste Generation hat parallel laufende Kufen und eine Gegenschwinge. Die zweite Generation verfügt über gekreuzte Kufen und keine Gegenschwinge. Die zweite Generation ist noch weiter entmaterialisiert als die erste, schwingt weicher und lässt auch optisch deutlicher die Flexibilität und hohe Druck- und Zugfestigkeit von Stahl nachvollziehen. Bei fast gleichem Gesamterscheinungsbild und gleicher Funktion der beiden Generationen haben sie verschiedene Kräfteverläufe.

## Sammlungen (Auswahl)
- Museum für Angewandte Kunst Frankfurt
- Deutsches Architekturmuseum
- Stiftung Simonshof
- Museum für Kunst und Gewerbe Hamburg
- Badisches Landesmuseum
- Fridericianum
- Die Neue Sammlung
- Stiftung Schleswig-Holsteinische Landesmuseen
- Vitra Design Museum
- Museum für angewandte Kunst (Wien)
- Deutsches Technikmuseum Berlin
- Germanisches Nationalmuseum[10]

Quellen:

## Ausstellungen/Auszeichnungen (Auswahl)
- 1986: design center Stuttgart
- 1986: Haus Industriereform, Essen
- 1987: design center Stuttgart
- 1987: Haus Industriereform, Essen
- 1994: Deutscher Designer Club, Frankfurt am Main
- 1995: Designpreis für Langlebigkeit, Stuttgart
- 1996: Busse Longlife Design Award
- 1996: Ausstellung Dynamisches Sitzen im Institut für Neue Technische Form, Darmstadt[13]
- 1997: Internationaler Designpreis Baden-Württemberg, Stuttgart
- 2008: Busse Longlife Design Award
- 2008: Ausstellung Flexible Kreuze im Museum für Angewandte Kunst Frankfurt[14][15]

## Plagiate scheiterten an internationalen Schutzrechten
Kreuzschwinger besitzen höchste internationale Kunst- und Technik-Schutzrechte. Auch ihr Name ist als internationale Wortmarke geschützt. Sie hatten verschiedene Hersteller und wurden über 100-mal plagiiert, bis ihnen gerichtlich der weitreichende Urheberrechtsschutz „angewandte Kunst“ zugesprochen wurde. Damit ist der Kreuzschwinger das neunte Sitzmöbel in der Geschichte der Produktgestaltung, dem dieser Schutz zuerkannt wurde.
Die Plagiatsgeschichte ist ausführlich in dem Buch Kreuzschwinger – Dynamisches Sitzen (Hrsg. Aktion Plagiarius) beschrieben und wird von Bettina Rudhof in der db deutsche bauzeitung als „spannend wie ein Krimi“ bezeichnet.

## Trivia
Zur Eröffnung der Ausstellung Flexible Kreuze im Museum für Angewandte Kunst Frankfurt wurden drei Klangkompositionen für das Spiel auf Kreuzschwinger-Stühlen am 26. September 2008 uraufgeführt:
- Kaiser-Stuhl (Tun-Yuan Hung)
- Dialog und Synthese (Sina Sadeghpour)
- X+O (Valentin Haller)

Valentin Haller beschreibt, die „Grundidee der Komposition“ läge darin, die

„[…] Klänge des Kreuzschwingers mit denen eines akustischen Instruments gegenüberzustellen. Die benutzten Spielarten der Violine arco, pizzicato und battuto etwa finden auch auf den vorher aufgenommenen Klängen des Kreuzschwingers Anwendung. Von den physikalischen Gegebenheiten der beiden Instrumenten aus gibt es durch die Spielweise also eine Annäherung. Weiterhin stellt der Stuhl das Tonmaterial zur Verfügung, das von der Geige übernommen wird, was eine weitere Gegenüberstellung anregt: Die Klänge des Kreuzschwingers werden von vier Lautsprechern in rechteckiger Anordnung wiedergegeben. Dabei verhalten sich diese Klänge gemäß den Bewegungen der 2. Generation Kreuzschwinger nicht mehr entlang der Seiten, sondern vielmehr diagonal. Die Lautsprecher dienen aber auch der Violine als Medium, deren elektronische Verformungen sich im Gegensatz dazu streng entlang der Kanten bewegt, also im Kreis. Die Strenge dieser Bewegungstypen stand Pate für die Betitelung des Stückes. Auch formal finden sich Abläufe wieder, die sich hin und wieder zurück bewegen, gewissermaßen eine Abstraktion der beiden Bewegungstypen. Letztlich finden auch Diese einen gemeinsamen Nenner.“